# Lijst van departementen en arrondissementen in Normandië
De Franse regio Normandië heeft de volgende departementen en arrondissementen:

## Calvados
- Bayeux
- Caen
- Lisieux
- Vire

Zie ook lijsten van de kantons en de gemeentes.

## Eure
- Les Andelys
- Bernay
- Évreux

Zie ook lijsten van de kantons en de gemeentes.

## Manche
- Avranches
- Cherbourg
- Coutances
- Saint-Lô

Zie ook lijsten van de kantons en de gemeentes.

## Orne
- Alençon
- Argentan
- Mortagne-au-Perche

Zie ook lijsten van de kantons en de gemeentes.

## Seine-Maritime
- Dieppe
- Le Havre
- Rouen

Zie ook lijsten van de kantons en de gemeentes.